# Car (nikobarski jezik)
Car nikobarski jezik (ISO 639-3: caq; car, pu), jezik Nikobaraca s otoka Car, danas lingua franca na Nikobarskim otocima, Indija, značajan u trgovini. 
Pripada nikobarskoj skupini mon-khmerskih jezika i čini samostalnu istoimenu podskupinu čiji je jedini predstavnik; 37 000 govornika (2005).

## Vanjske poveznice
- Ethnologue (14th)
- Ethnologue (15th)